# Homopteroidea aberrans
Homopteroidea aberrans är en kackerlacksart som först beskrevs av Hanitsch 1928.  Homopteroidea aberrans ingår i släktet Homopteroidea och familjen Polyphagidae. Inga underarter finns listade i Catalogue of Life.